# James Rollins
James Rollins, é um dos pseudônimos de  James Paul Czajkowski (Chicago, 20 de agosto de 1961), um ex-veterinário e escritor estadunidense que se tornou famoso com a série Força SIGMA. Também é conhecido por James Clemens, outro nom de plume ou pseudónimo.

## Biografia
James Rollins é autor de livros campeões de vendas do The New York Times que foram traduzidos para quarenta idiomas. Aclamado por sua originalidade, Rollins é famoso por misturar descobertas científicas desconhecidas e segredos históricos em ritmo estonteante.
Graduou-se na Universidade do Missouri, na cidade de Columbia em 1985 com um doutorado em medicina veterinária. Logo depois, ele se mudou para Sacramento, Califórnia, onde estabeleceu seu consultório veterinário. Hoje é escritor em tempo integral.

## Obras

### Como James Rollins
| Ano  | Título original                                    | Título em Portugal                            | Título no Brasil |
| ---- | -------------------------------------------------- | --------------------------------------------- | ---------------- |
| 1999 | Subterranean                                       | Subterraneo                                   | '                |
| 2000 | Excavation                                         | Escavação                                     | '                |
| 2001 | Deep Fathom                                        | '                                             | '                |
| 2002 | Amazonia                                           | Amazónia                                      | '                |
| 2003 | Ice Hunt                                           | '                                             | '                |
| 2008 | Indiana Jones and the Kingdom of the Crystal Skull | Indiana Jones e o Reino da caveira de cristal | '                |
| 2009 | Altar of Eden                                      | '                                             | '                |

#### ColecçãoForça SIGMA
| Ano                           | Título original      | Título em Portugal    | Título no Brasil        |
| ----------------------------- | -------------------- | --------------------- | ----------------------- |
| 2004                          | Sandstorm            | A Cidade Perdida      | '                       |
| 2005                          | Map of Bones         | O Mapa dos Ossos      | O Mapa dos Ossos        |
| 2006                          | Black Order          | A Ordem Negra         | A Ordem Negra           |
| 2007                          | Judas Strain         | A Herança de Judas    | A Nova Traição de Judas |
| 2008                          | The Last Oracle      | O Último Oráculo      | '                       |
| 2009                          | The Doomsday Key     | A Chave Maldita       | '                       |
| 2010                          | The Devil Colony     | A Colónia do Diabo    | '                       |
| 2012                          | Bloodline            | Linhagem Sangrenta    | '                       |
| 2013                          | The Eye of God       | O Olho de Deus        | '                       |
| 2014                          | The Sixth Extinction | A Sexta Extinção      | '                       |
| 2015                          | The Bone Labyrinth   | O Labirinto dos Ossos | '                       |
| 2016                          | The Seventh Plague   | A Sétima Praga        | '                       |
| 2017                          | The Demon Crown      | A Coroa do Demónio    |                         |
| 2019                          | Crucible             | O Forjador de Almas   |                         |
| 2020                          | The Last Odyssey     | A Última Odisseia     |                         |
| 2023                          | Kingdom of Bones     | O Reino dos Ossos     |                         |
| 2024                          | Tides of Fire        | Marés de Fogo         |                         |
| Série Tucker Wayne (Spin-off) |                      |                       |                         |
| 2014                          | The Kill Switch      | '                     | '                       |
| 2016                          | War Hawk             | '                     | '                       |

##### ColecçãoOs Sanguinistas(comRebecca Cantrell)
| Ano  | Título original          | Título em Portugal    | Título no Brasil      |
| ---- | ------------------------ | --------------------- | --------------------- |
| 2012 | City of Screams [e-book] | '                     | '                     |
| 2013 | The Blood Gospel         | O Evangelho de Sangue | O Evangelho de Sangue |
| 2013 | Blood Brothers [e-book]  | '                     | '                     |
| 2013 | Innocent Blood           | Sangue Inocente       | Sangue Inocente       |
| 2015 | Blood Infernal           | Sangue Infernal       | '                     |

#### ColecçãoKids & Adult
| Ano  | Título original                         | Título em Portugal      | Título no Brasil |
| ---- | --------------------------------------- | ----------------------- | ---------------- |
| 2009 | Jake Ransom and the Skull King's Shadow | A Sombra do Rei Caveira | '                |
| 2010 | Jake Ransom and the Howling Sphinx      | '                       | '                |

### Como James Clemens

#### ColecçãoThe Banned and the Banished
| Ano  | Título original | Título em Portugal | Título no Brasil |
| ---- | --------------- | ------------------ | ---------------- |
| 1998 | Wit'ch Fire     | '                  | '                |
| 1999 | Wit'ch Storm    | '                  | '                |
| 2000 | Wit'ch War      | '                  | '                |
| 2002 | Wit'ch Star     | '                  | '                |

#### ColecçãoGodslayer
| Ano  | Título original | Título em Portugal | Título no Brasil |
| ---- | --------------- | ------------------ | ---------------- |
| 2005 | Shadowfall      | '                  | '                |
| 2006 | Hinterland      | '                  | '                |

#### ColeçãoMoonfall
| Ano  | Título original     | Título em Portugal   | Título no Brasil |
| ---- | ------------------- | -------------------- | ---------------- |
| 2022 | The Startless Crown | A Coroa sem Estrelas |                  |
| 2023 | The Cradle of Ice   | '                    |                  |